# Показатель цвета
Показатель цвета в астрономии — разность звёздных величин астрономического объекта, измеренных в двух спектральных диапазонах.

## История
Параметр был введён в начале XX века с введением в астрономическую практику фотографии из-за того, что относительная яркость звёзд на фотопластинках отличалась от наблюдаемой визуально, так как максимум чувствительности человеческого глаза приходится на жёлто-зелёную часть спектра, а применявшихся тогда фотоэмульсий — на синюю. Вследствие этого холодные звёзды (поздних спектральных классов) при визуальном наблюдении выглядят ярче, чем при фотографическом, а горячие звёзды (ранних спектральных классов) — наоборот. Таким образом, красные звезды с низкой температурой поверхности имеют показатель цвета около +1,0m, а бело-голубые, с высокой температурой поверхности, — около −0,2m.

## Показатель цвета и фотометрические системы
В общем виде показатель цвета {\displaystyle m_{ij}} для фотометрических полос (диапазонов спектральной чувствительности) {\displaystyle i} и {\displaystyle j} определяется следующим образом:
{\displaystyle m_{ij}=m_{i}-m_{j}=-2,5\lg {\int I(\lambda )\varphi _{i}(\lambda )\;d\lambda  \over {\int I(\lambda )\varphi _{j}(\lambda )\;d\lambda }}\;+C_{i}-C_{j}},
где:
{\displaystyle I(\lambda )} — распределение энергии в спектре звезды,
{\displaystyle \varphi _{i},\;\varphi _{j}} — кривые реакции фотометрических полос (кривые спектральной чувствительности фотоприёмников),
{\displaystyle C_{i}}, {\displaystyle C_{j}} — константы, которые выбираются таким образом, чтобы показатель цвета равнялся нулю для звёзд некоторого эталонного спектрального класса (обычно A0V).
Кривые спектральной чувствительности {\displaystyle \varphi _{i},\;\varphi _{j}} и константы {\displaystyle C_{i}}, {\displaystyle C_{j}} задают фотометрическую систему, в которой измеряется показатель цвета. Кривые {\displaystyle \varphi _{k}} учитывают также пропускание атмосферы,
В астрофотометрии используется ряд фотометрических систем с разным числом фотометрических полос. В зависимости от числа полос, такие системы могут быть двухцветными с одним показателем цвета (например, исторически первая визуально-фотографическая система), трёхцветными с двумя показателями цвета (система UBV с показателями B−V и U−B) и т. д.